# Veronica glandulosa
Veronica glandulosa är en grobladsväxtart som beskrevs av Ferdinand von Hochstetter och George Bentham. Veronica glandulosa ingår i släktet veronikor, och familjen grobladsväxter. Inga underarter finns listade i Catalogue of Life.